# Drupa morum
Espèce
Drupa morum est une espèce de mollusques gastéropodes prédateurs de la famille des Muricidae.

## Synonymes
- Canrena neritoidea Link, 1807[1]
- Drupa horrida (Lamarck, 1816)[1]
- Drupa violacea (Schumacher, 1817)[1]
- Ricinella violacea Schumacher, 1817[1]
- Ricinula globosa Mörch, 1852[1]
- Ricinula horrida Lamarck, 1816[1]

## Liste des sous-espèces
Selon BioLib (25 mars 2023) :
- sous-espèce Drupa morum iodostoma (Lesson, 1840)

## Systématique
Le nom valide complet (avec auteur) de ce taxon est Drupa morum Röding, 1798.